# Piper itayanum
Piper itayanum är en pepparväxtart som beskrevs av William Trelease. Piper itayanum ingår i släktet Piper och familjen pepparväxter.

## Underarter
Arten delas in i följande underarter:
- P. i. antoniense
- P. i. pichisense
- P. i. sanjuanum